# Tomáš Pospíchal
Tomáš Pospíchal (Pudlov, Checoslovaquia, 26 de junio de 1936-Praga, 21 de octubre de 2003) fue un jugador y entrenador de fútbol checo. En su etapa como jugador profesional se desempeñaba como delantero.
En 1992, con la ayuda del periodista y escritor Vladimír Zemánek, publicó una autobiografía titulada Fotbal nemá logiku (en español: El fútbol no tiene lógica).

## Selección nacional
Fue internacional con la selección de fútbol de Checoslovaquia en 26 ocasiones y convirtió 8 goles. Formó parte de la selección subcampeona de la Copa del Mundo de 1962.

### Participaciones en Copas del Mundo
| Mundial                        | Sede  | Resultado  | Partidos | Goles |
| ------------------------------ | ----- | ---------- | -------- | ----- |
| Copa Mundial de Fútbol de 1962 | Chile | Subcampeón | 3        | 0     |

## Clubes

### Como jugador
| Club             | País           | Año       |
| ---------------- | -------------- | --------- |
| Baník Vítkovice  | Checoslovaquia | 1952-1955 |
| Tankista Praga   | Checoslovaquia | 1955-1956 |
| Dukla Pardubice  | Checoslovaquia | 1956-1957 |
| FC Baník Ostrava | Checoslovaquia | 1957-1964 |
| Sparta Praga     | Checoslovaquia | 1964-1968 |
| FC Rouen         | Francia        | 1968-1971 |

### Como entrenador
| Club            | País           | Año       |
| --------------- | -------------- | --------- |
| Baník Ostrava   | Checoslovaquia | 1972-1975 |
| Škoda Plzeň     | Checoslovaquia | 1975-1977 |
| Bohemians Praga | Checoslovaquia | 1977-1987 |
| Slavia Praga    | Checoslovaquia | 1987-1988 |

## Palmarés

### Como jugador

#### Campeonatos nacionales
| Título           | Club         | País           | Año  |
| ---------------- | ------------ | -------------- | ---- |
| Primera División | Sparta Praga | Checoslovaquia | 1965 |
| Primera División | Sparta Praga | Checoslovaquia | 1967 |

#### Distinciones individuales
| Distinción        | Año  |
| ----------------- | ---- |
| Cena Václava Jíry | 1995 |

### Como entrenador

#### Campeonatos nacionales
| Título                 | Club            | País           | Año  |
| ---------------------- | --------------- | -------------- | ---- |
| Copa de Checoslovaquia | Baník Ostrava   | Checoslovaquia | 1973 |
| Primera División       | Bohemians Praga | Checoslovaquia | 1983 |